# Lauren Lyle
Lauren Lyle, född 12 juli 1993 i Glasgow, är en brittisk skådespelare som bland annat har medverkat i TV-serierna Outlander (2017–2022), Vigil (2021) och Karen Pirie: Kalla fall från 2022.

## Filmografi (i urval)
- 2017–2022 – Outlander (TV-serie)
- 2021 – Vigil (TV-serie)
- 2022 – Karen Pirie: Kalla fall (TV-serie)
- 2025 – Toxic Town (TV-serie)